# ألفرد رولر
ألفرد رولر (بالألمانية: Alfred Roller) (و. 1864 – 1935 م) هو رسام، وتربوي، وطباع حجري نمساوي، ولد في برنو، توفي في فيينا، عن عمر يناهز 71 عاماً.

## التعليم
تعلم في أكاديمية الفنون الجميلة في فيينا
.

## وصلات خارجية
- ألفرد رولر على موقع IMDb (الإنجليزية)
- ألفرد رولر على موقع قاعدة بيانات الأفلام السويدية (السويدية)
- ألفرد رولر على موقع ديسكوغز (الإنجليزية)
- ألفرد رولر على موقع قاعدة بيانات الفيلم (الإنجليزية)
- ألفرد رولر على موقع كينوبويسك (الروسية)

- ألفرد رولر في قاعدة بيانات الأفلام على الإنترنت